# ویلیام هالس ریورز
ویلیام هالس ریورز (انگلیسی: William Halse Rivers) زاده ۱۲ مارس ۱۸۶۴ و مرگ به تاریخ ۴ ژوئن ۱۹۲۲م، یک پزشک انگلیسی بود.
 ویلیام ریورز در جامعه‌شناسی، روان‌شناسی و علوم اعصاب تخصص داشت و به دلیل معاینه و معالجه صدمه دیدگان جنگ جهانی اول، به ویژه نظامیان مبتلا به موج‌گرفتگی شهرت یافت. معروفترین بیمار وی یک شاعر و افسر مخالف جنگ به نام زیگفرید ساسون بود که بعدها در زمره دوستان نزدیک و ماندگار وی درآمد.